# Moskovski Komsomolets
Moskovski Komsomolets (en russe : Московский комсомолец), connu sous l'acronyme MK, est un journal quotidien russe basé à Moscou, créé en 1919. Son tirage est aujourd'hui estimé à près d'un million d'exemplaires.

## Histoire
Son titre a changé plusieurs fois, s'appelant en 1919 « Юный коммунар » (le jeune communard) ; puis quelques mois plus tard « Юношеская правда » (la vérité pour la jeunesse) ; en 1924 « Молодой ленинец » (le jeune léniniste) ; et enfin, depuis septembre 1929, sous son nom actuel « Московский комсомолец » qui fait référence à la grande organisation soviétique pour la jeunesse, le Komsomol.
Bien que contrôlé par l'État, le journal s'est ouvert à la modernité occidentale, par exemple, en publiant à partir de 1975, le premier hit-parade russe, « Звуковая дорожка » - Zvoukovaïa Dorozhka (« bande sonore » en russe) puis international, en publiant des articles sur le cinéma américain et même sur le cinéma porno, en ayant un courrier des lecteurs présentant des opinions qui n'étaient pas forcément dans la ligne officielle.
À la suite du putsch de Moscou de 1991, le journal a été privatisé.

## Édition actuelle
Il est aujourd'hui reconnu pour ses articles à « sensations » ou provocateurs sur les sujets de la société et de la politique. Son lectorat est divers, comptant une importante proportion de personnes âgées, malgré son titre. Il est publié 6 fois par semaine, paraissant du lundi au samedi inclus. Depuis 1977, il a en plus une édition mensuelle spéciale. Il utilise le format A2. Il est distribué dans toutes les grandes villes de la Russie, dans les pays de la CEI, en Europe et en Amérique.